# Otto Dibelius

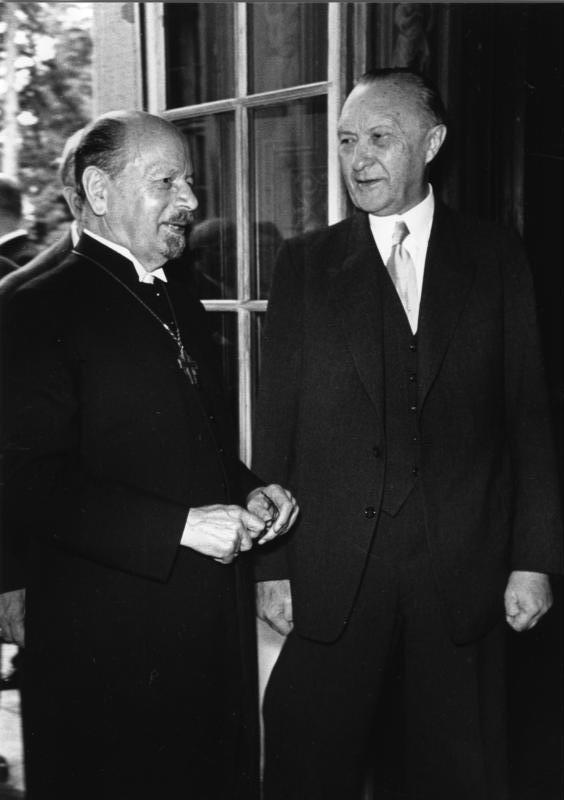
Otto Dibelius (links) und Konrad Adenauer, 1957

Friedrich Karl Otto Dibelius (* 15. Mai 1880 in Berlin; † 31. Januar 1967 in West-Berlin) war ein deutscher evangelischer Theologe. Mit einjähriger Unterbrechung war er von 1925 bis 1945 Generalsuperintendent der Kurmark in der Evangelischen Kirche der Altpreußischen Union. Nach anfänglicher Begeisterung für Hitler und das NS-Regime geriet Dibelius in kirchenpolitischen Fragen zunehmend auch in Konflikte mit den neuen Machthabern und war in der Bekennenden Kirche aktiv. 1945 nahm er den Titel eines Bischofs an und leitete bis 1961/1966 die Evangelische Kirche Berlin-Brandenburg. Von 1949 bis 1961 war er zudem Ratsvorsitzender der Evangelischen Kirche in Deutschland.

## Ausbildung
Otto Dibelius wuchs als Sohn des aus Prenzlau stammenden Geheimen Regierungsrats Otto Andreas Dibelius und dessen Ehefrau Laura Erdmute Margarete Käuffer in der Berliner Luisenstadt auf, ab 1890 besuchte er das Luisenstädtische Gymnasium. Im Jahr 1892 zog die Familie nach Groß-Lichterfelde um, wo Dibelius 1899 am neugegründeten Lichterfelder Realgymnasium das Abitur ablegte. Bis 1904 studierte er Evangelische Theologie an der Friedrich-Wilhelms-Universität in Berlin bei Adolf Harnack. Dort trat er in den VDSt Berlin ein. Im Fach Klassische Philologie wurde er 1902 bei Albrecht Dieterich an der Universität Gießen zum Dr. phil. promoviert mit der Dissertation: Vorstellungen von Gebet und Vaterunser bei griechischen Schriftstellern der ersten Jahrhunderte nach Christus. Nach der ersten theologischen Prüfung besuchte er von 1904 bis 1906 das Predigerseminar in Wittenberg. Nach seiner Rückkehr und Fortsetzung des Theologiestudiums in Berlin wurde er 1906 zum Lic. theol. promoviert, gefolgt von der zweiten theologischen Prüfung. Nach einem anschließenden Studienjahr in Schottland mit einem Stipendium der Schleiermacherschen Stiftung an der Berliner Universität wurde er in der Nikolaikirche (Berlin) ordiniert.

## Aufstieg in die Kirchenleitung bis 1933
Dibelius machte in der kirchlichen Hierarchie eine rasche Karriere. 1906 begann er als Hilfsprediger in Guben und wurde 1907 Archidiakon in Crossen (Oder). Ab 1910 war er zweiter Pfarrer an St. Petri und Pauli in Danzig und 1911 Oberpfarrer in Lauenburg i. Pom. Zu Beginn des Ersten Weltkrieges gehörte er zu den zahlreichen Geistlichen, die von einem übersteigerten Nationalismus erfüllt die kaiserlichen Heeressoldaten als Kämpfer für „die Siegeszeichen Christi“ sah. Im Jahre 1915 wurde er Pfarrer an der Kirche zum Heilsbronnen in Berlin. Nachdem der Krieg für das Kaiserreich verloren gegangen war, vertrat er wie andere rechtskonservative und republikfeindliche Kräfte die „Dolchstoßlegende“ und sah die Ursache in „rücksichtlosem Materialismus sozialistischer Demagogie“. Diese konservative, antisozialistische Positionierung, wie sie typisch für den in der evangelischen Pfarrerschaft herrschenden Nationalprotestantismus war, ermöglichte seinen steilen Aufstieg in die kirchliche Hierarchie. 1921 wurde er nebenamtliches Mitglied des altpreußischen Evangelischen Oberkirchenrates (EOK) in Berlin-Charlottenburg und 1925 Generalsuperintendent der Kurmark im brandenburgischen Konsistorium in Berlin. Im selben Jahr trat er in die DNVP ein. 1926 veröffentlichte er sein beachtetes, programmatisches Buch Das Jahrhundert der Kirche.
Nun arbeitete er in der ökumenischen Bewegung mit. Er nahm 1925 an der Weltkonferenz für Praktisches Christentum in Stockholm und 1927 an der Weltkonferenz für Glaube und Kirchenverfassung in Lausanne teil und wurde in den Fortsetzungsausschuss gewählt.
Aufsehen erregte Dibelius im Jahr 1930 mit seinem Buch Friede auf Erden? Entgegen der gewohnten evangelischen Interpretation des Krieges als „gottgewollt“ vertrat Dibelius die Ansicht, der Krieg sei Menschenwerk und als solches zu verhindern: „Nein. Krieg soll nicht sein, weil Gott den Krieg nicht will“. Gleichzeitig kritisierte er den entschiedenen Pazifismus eines Leo Tolstoi und verlangte, dass Christen ihre Opferbereitschaft auch als Soldaten unter Beweis stellen sollten. Denn die Nation sei „das heiligste und das größte“ irdische Gut. „Wenn die Stunde schlägt, müssen wir bereit sein, für unser Vaterland auch den Krieg mit der Waffe zu führen!“ Daneben forderte Dibelius die Kirche auf, für Kriegsdienstverweigerer aus christlichem Gewissen einzustehen, auch wenn sie deren Stellungnahme nicht billige. Der Glaube begründe ein höheres Recht als staatliche Ordnungen und Gesetze.

## Haltung im Nationalsozialismus

### Von März bis Dezember 1933
Dibelius begrüßte den Machtantritt Adolf Hitlers. Am 21. März 1933 hielt er in seiner Eigenschaft als zuständiger Generalsuperintendent am „Tag von Potsdam“ in der Nikolaikirche eine Festpredigt vor den evangelischen Reichstagsabgeordneten. Darin lobte er die neuen Machthaber für die Reichstagsbrandverordnung, womit Regimegegner verhaftet und staatsbürgerliche Rechte weitgehend außer Kraft gesetzt wurden, warnte aber auch vor den Gefahren einer Diktatur.

„Durch Nord und Süd, durch Ost und West geht ein neuer Wille zum deutschen Staat, eine Sehnsucht, nicht länger, um mit Treitschke zu reden, einer der erhabensten Empfindungen im Leben eines Mannes zu entbehren, nämlich den begeisterten Aufblick zum eigenen Staat.“

Dibelius berief sich mit Treitschke auf einen der heftigen Antijudaisten des 19. Jahrhunderts. Ebenfalls in der Nikolaikirche sagte Dibelius:

„Wir haben von Dr. Martin Luther gelernt, dass die Kirche der rechtmäßig staatlichen Gewalt nicht in den Arm fallen darf, wenn sie tut, wozu sie berufen ist. Auch dann nicht, wenn sie hart und rücksichtslos schaltet. Wir kennen die furchtbaren Worte, mit denen Luther im Bauernkrieg die Obrigkeit aufgerufen hat, schonungslos vorzugehen, damit wieder Ordnung in Deutschland werde. Aber wir wissen auch, dass Luther mit demselben Ernst die christliche Obrigkeit aufgerufen hat, ihr gottgewolltes Amt nicht zu verfälschen durch Rachsucht und Dünkel, dass er Gerechtigkeit und Barmherzigkeit gefordert hat, sobald die Ordnung wiederhergestellt war.“

Als am 1. April 1933 der „Judenboykott“ der SA gegen jüdische Geschäfte erfolgte, stellte er sich hinter den Hitlerstaat und erklärte:

„Schließlich hat sich die Regierung genötigt gesehen, den Boykott jüdischer Geschäfte zu organisieren – in der richtigen Erkenntnis, daß durch die internationalen Verbindungen des Judentums die Auslandshetze dann am ehesten aufhören wird, wenn sie dem deutschen Judentum wirtschaftlich gefährlich wird. Das Ergebnis dieser ganzen Vorgänge wird ohne Zweifel eine Zurückdämmung des jüdischen Einflusses im öffentlichen Leben Deutschlands sein. Dagegen wird niemand im Ernst etwas einwenden können.“

In einer in den USA ausgestrahlten Radioansprache zum Boykott behauptete Dibelius am 4. April 1933, dieser verlaufe „in Ruhe und Ordnung“.
Im April 1933 erklärte Dibelius ferner in einem vertraulichen Osterbrief an seine Amtsbrüder in der ganzen Kirchenprovinz:

„Für die letzten Motive, aus denen die völkische Bewegung hervorgegangen ist, werden wir alle nicht nur Verständnis, sondern volle Sympathie haben. Ich habe mich trotz des bösen Klanges, den das Wort vielfach angenommen hat, immer als Antisemiten gewußt. Man kann nicht verkennen, daß bei allen zersetzenden Erscheinungen der modernen Zivilisation das Judentum eine führende Rolle spielt …“

Auf dem Kurmärkischen Kirchentag, der am Sonntag Exaudi, dem 28. Mai 1933, in Potsdam unter Leitung von Dibelius (als Generalsuperintendent der Kurmark) stattfand, forderte dieser, dass die „… Kirche klar und eindeutig die freie Verkündigung des Evangeliums ohne Rücksicht auf Menschen und menschliche Gewalten zu ihrer Hauptaufgabe machen (müsse).“
Im Mai 1933 erschuf die Reichsregierung zwecks direkter Einflussnahme auf die evangelischen Landeskirchen Staatskommissare. Dibelius protestierte als Generalsuperintendent gegen diesen staatlichen Willkürakt. Für Preußen wurde als Staatskommissar am 23. Juni 1933 der Ministerialdirektor August Jäger berufen, der Leiter der Kirchenabteilung des Kultusministeriums und Amtswalter für evangelische Kirchenangelegenheiten in der Reichsleitung der NSDAP war. In einer seiner ersten Amtshandlungen setzte er am 26. Juni 1933 den Generalsuperintendenten Dibelius wegen des Protestes gegen die Regierung ab.
Im Juli 1933 erließ die Reichsregierung in Absprache mit den nationalsozialistischen „Deutschen Christen“ (DC) eine neue Reichskirchenverfassung, die eine kurzfristig für den 23. Juli 1933 anberaumte Kirchenwahl zur Folge hatte. Hitler hatte im Gegenzug auf Veranlassung des Reichspräsidenten Paul von Hindenburg die Staatskommissare zurückgezogen und ihre Maßnahmen rückgängig gemacht. Dibelius durfte am 19. Juli 1933 in sein Amt zurückkehren. Nachdem die DC die Kirchenwahl im Triumph gewonnen hatten, bat Dibelius um Beurlaubung. Unter Bezug auf die Angriffe der DC schrieb er am 26. Juli 1933 in einem Brief an den Evangelischen Oberkirchenrat:

„Ich bin als deutscher Student Mitglied des Vereins Deutscher Studenten geworden und habe schon während meiner Studienzeit im Kampf gegen Judentum und Sozialdemokratie gestanden.“

Hitler setzte den „Reichsbischof“ Ludwig Müller ein. So wurden die Kirchenverwaltungen langsam in eine „Reichskirche“ umgewandelt. Im September 1933 schafften die Deutschen Christen das Amt des Generalsuperintendenten ab. Die Inhaber wurden, wie Dibelius, in den Ruhestand versetzt. Dagegen entstand eine innerkirchliche Opposition, an deren Kirchenkampf Dibelius nicht von Anfang an teilnahm. Er ging am 1. Dezember 1933 als Kurprediger ins italienische Sanremo.

### Von Juli 1934 bis Mai 1945
Dibelius kehrte zum 1. Juli 1934 nach Deutschland zurück und trat danach in den Brandenburger Bruderrat der Bekennenden Kirche ein, wo er die bisherigen Strukturen der evangelischen Kirche gegen die Machthaber auch als Kirchenliedtexter verteidigte. Im November 1934 erhob Dibelius Privatklage gegen den evangelischen Pfarrer und Leiter der Deutschen Christen (DC) Julius Falkenberg in Neuruppin, dem er bei der Suche nach einer Pfarr-Anstellung geholfen hatte, und erklärte: „Alsbald begann er, die Gemeinde zu terrorisieren. Die Pfarrer wandten sich an mich.“ Am 19. November 1934 hielt er auf Einladung dieser Pfarrer einen Vortrag „Die Erneuerung der Kirche im Kampf unserer Tage“ im Stadtgarten. Falkenberg betitelte Dibelius einen „Landesverräter“. Es spielten sich tumultartige Szenen ab, worauf Dibelius eine Privatklage wegen übler Nachrede anstrengte. In der ersten Verhandlung vor dem Neuruppiner Amtsgericht am 18. April 1935 erhielt Dibelius Recht. Falkenberg wurde zu einer Strafe in Höhe von 1.000 Reichsmark verurteilt und ging dagegen in Berufung, doch das Landgericht bestätigte das Urteil der Erstinstanz; mehr noch: Dibelius wurde zugesprochen, die öffentliche Verurteilung des Pfarrers Falkenberg innerhalb von drei Wochen je einmal in dem nationalsozialistischen Presseorgan Der Stürmer sowie in der Tageszeitung Märkische Zeitung auf Kosten Falkenbergs bekanntzugeben.
Am 6. August 1937 wurde Dibelius in Berlin überraschend vom Vorwurf freigesprochen, gegen das Heimtückegesetz verstoßen zu haben, obwohl die Staatsanwaltschaft sechs Monate Haft gefordert hatte. In dem Prozess, von zahlreichen ausländischen Journalisten aufmerksam verfolgt, wollte das NS-Regime Rechtsstaatlichkeit demonstrieren, nachdem die Kirchenpolitik in ausländischen Medien scharf kritisiert worden war.
In der Folgezeit trat Dibelius wiederholt für die Religionsfreiheit ein, wurde mehrfach inhaftiert und erhielt Predigtverbot. Er war aktiv im „Freiburger Kreis“. Er hatte Kontakt zu den Widerstandskämpfern des 20. Juli 1944, nahm aber nicht selbst an Widerstandshandlungen teil. Gemäß einer Darstellung des Shoah Resource Center (Archiv der Gedenkstätte von Yad Vashem) wusste Dibelius vom Massenmord an den Juden in Polen, schwieg jedoch. Er zog es vor, auch im Falle des Massenmordes den üblichen Rahmen für kirchliches Handeln nicht zu überschreiten. Er, der katholische Bischof Konrad Graf von Preysing und andere wurden im August 1942 von Kurt Gerstein über die Morde in Kenntnis gesetzt, was jedoch folgenlos blieb.

## Bischof von Berlin und Ratsvorsitzender der EKD nach 1945

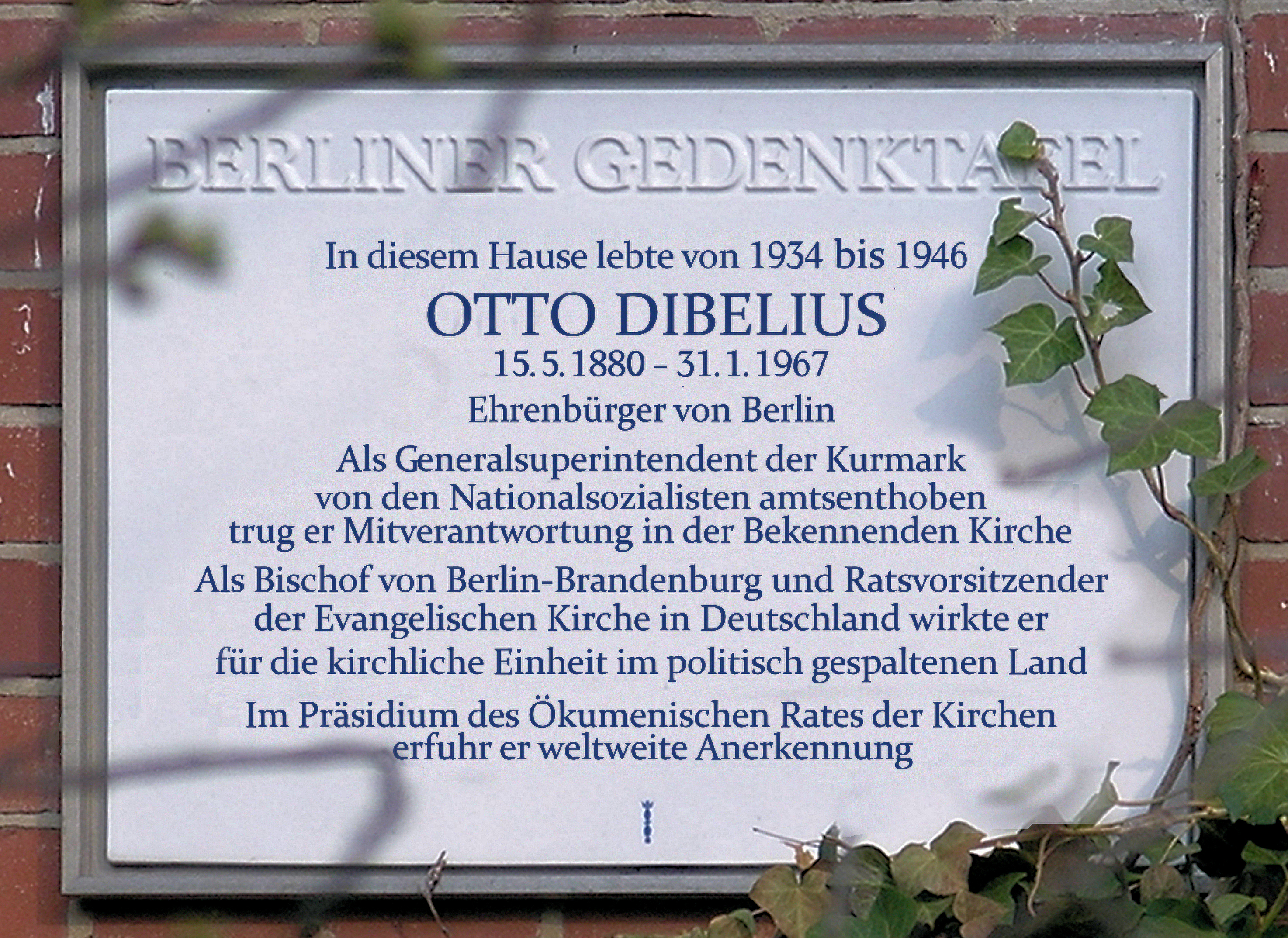
Berliner Gedenktafel am Haus Brüderstraße 5, in Berlin-Lichterfelde

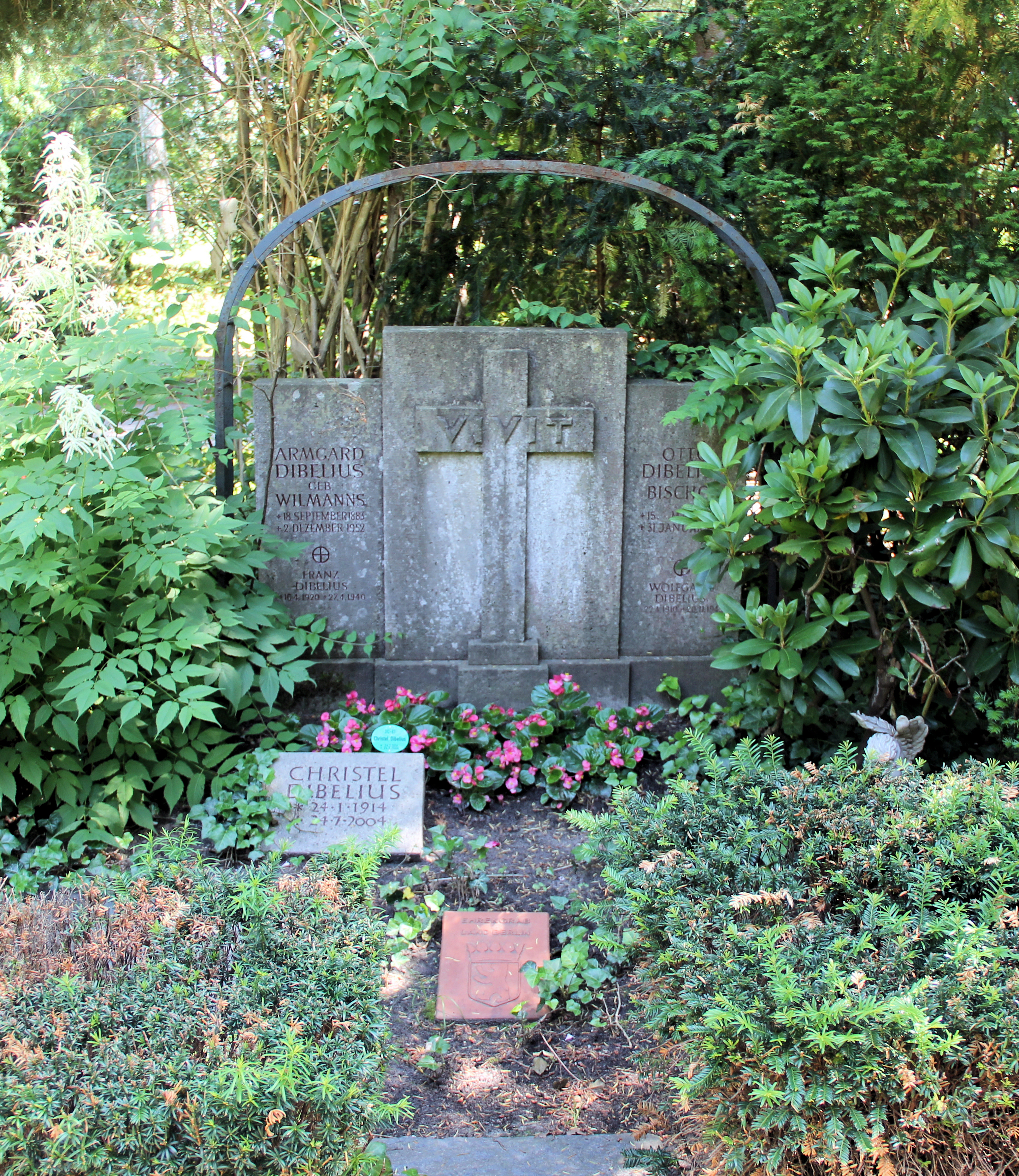
Ehrengrab auf dem Parkfriedhof Lichterfelde

Nach Kriegsende gewann Dibelius rasch eine Führungsposition in der evangelischen Kirche. Der Beirat, die provisorische altpreußische Kirchenleitung, die Dibelius selbst mit initiiert hatte, bestätigte ihn als Generalsuperintendenten der Kurmark, übertrug ihm kommissarisch die vakanten Generalsuperintendenturen Berlin (1945–1946) und Neumark-Niederlausitz (1945–1946), berief ihn zum Präsidenten des altpreußischen Evangelischen Oberkirchenrats (1945–1951) und zum Leiter der sich als Evangelische Kirche in Berlin-Brandenburg verselbständigenden altpreußischen Kirchenprovinz Mark Brandenburg. Dibelius nannte sich nun eigenmächtig „Bischof“ und „Landesbischof“ (1945–1966). Er argumentierte, dass der Titel „Generalsuperintendent“ für die Alliierten nicht verständlich sei. Martin Niemöller (zusammen mit Karl Barth) kritisierte Dibelius’ Titelwahl.
Im selben Jahr trat Dibelius in die CDU ein.
Als Mitglied des vorläufigen Rates der Evangelischen Kirche in Deutschland (EKD) verfasste er mit Theophil Wurm und Martin Niemöller zusammen das Stuttgarter Schuldbekenntnis vom Oktober 1945. Dieser Text war an die Vertreter des ökumenischen Rates der Kirchen gerichtet und enthielt die Kernsätze:

„Mit großem Schmerz sagen wir: Durch uns ist unendliches Leid über viele Länder und Völker gebracht worden […] Wir klagen uns an, dass wir nicht mutiger bekannt, nicht treuer gebetet, nicht fröhlicher geglaubt und nicht brennender geliebt haben […]“

Im Dezember 1946 reiste Dibelius nach England und hielt dort Gottesdienste für Kriegsgefangene. In der Kathedrale von Sheffield waren am 24. Dezember beispielsweise mehr als 1000 Gefangene anwesend. Im August 1948 wurde in Amsterdam der Ökumenische Rat der Kirchen (World Council of Churches) gegründet und Dibelius in den Zentralausschuss gewählt. Mit der neuen Kirchenordnung für die Evangelische Kirche in Berlin-Brandenburg wurde die altpreußische Kirchenprovinz Mark Brandenburg 1948 auch de jure eine selbständige Landeskirche, deren Leiter die Bezeichnung Bischof führt. Der Titel, den Dibelius bis dahin eigenmächtig und ohne entsprechende Rechtsgrundlage geführt hatte, wurde damit sein offizieller Titel. Am 7. September 1949 hielt er die Festpredigt zur Eröffnung des Deutschen Bundestages in Bonn.
Im Januar 1949 fand in Bielefeld-Bethel die erste ordentliche Synode der neuen Evangelischen Kirche in Deutschland (EKD) statt. Es mussten der Rat, der Ratsvorsitzende und sein Stellvertreter durch die Synode bestimmt werden. Dibelius wurde zum Vorsitzenden und der hannoversche Landesbischof Hanns Lilje zum Stellvertreter gewählt. Sechs Jahre später, auf der Synode von Espelkamp bei Lübbecke (Westfalen), bat man Dibelius, noch einmal eine Wahl auf sechs Jahre anzunehmen. Lilje blieb sein Stellvertreter. Von 1954 bis 1961 wirkte er als einer von sechs Präsidenten des Ökumenischen Rates der Kirchen.
Nach der Beschlussfassung zum Aufbau der Bundeswehr („Wiederbewaffnung“) unterzeichnete er 1956 für die (damals noch gesamtdeutsche) EKD den Militärseelsorgevertrag mit der Bundesregierung. In der DDR nannte man Dibelius deshalb „NATO-Bischof“. In seinem Verhältnis zur DDR (thematisiert in seiner „Obrigkeitsschrift“) sind von ihm auch kuriose Äußerungen überliefert: So erklärte er in einem Geburtstagsbrief an seinen Freund Hanns Lilje, dass der Gehorsam gegenüber atheistischen Regimen bereits bei den Verkehrsvorschriften ende. Erica Küppers schilderte in einem Aufsatz für die „Stimme der Gemeinde“, eine Zeitschrift der Bekennenden Kirche, ihre „Verblüffung, als man weiter zur Kenntnis nahm, was über die Beachtung der Verkehrsschilder, die von den Autofahrern eine Geschwindigkeitsbegrenzung fordern, gesagt wurde. In der Bundesrepublik habe ich sie zu beachten oder ich würde doch als Christ bei Übertretung ein schlechtes Gewissen haben. In der DDR hat ein solches Verbot für mich keinerlei verpflichtende Kraft, weil ich es nicht für legitim erachten kann.“ Hans Ruh erwähnt in seinen Lebenserinnerungen, Dibelius habe die fehlende Legitimation der Staatsführung bis hin zur Verkehrsregelung auch in einer Predigt erwähnt.
Der Mauerbau am 13. August 1961 erschwerte die Arbeit in der geteilten Landeskirche weiter. Die Machthaber in der DDR verweigerten ihm den Zutritt nach Ost-Berlin und Brandenburg. Sein Wirken war dadurch auf West-Berlin begrenzt. Daraufhin übertrug die Kirchenleitung dem Ost-Berliner Präses Kurt Scharf die bischöflichen Befugnisse für die anderen Gebiete der Landeskirche, der umgehend nach West-Berlin ausgewiesen wurde. 1966 – im Alter von 85 Jahren – gab Dibelius das faktisch auf West-Berlin beschränkte Bischofsamt an Präses Scharf ab, nachdem dieser schon 1961 sein Nachfolger als Ratsvorsitzender der EKD geworden war.
Dibelius geriet allmählich in Erklärungsnot wegen seiner Haltung zu Juden während der Zeit des Nationalsozialismus. 1964 verlautbarte er, er habe Juden stets gemieden, nämlich: „nicht in feindlicher Gesinnung, aber doch so, daß man das Fremdartige in ihrem Wesen spürte.“ 2022 schrieb Prof. Manfred Gailus, dass „seine Äußerungen in der NS-Zeit […] neu bewertet werden“ müssen. Dibelius war ein christlich-konservativer Kirchenmann. „Völkische Sympathien und antisemitische Ressentiments gehörten dauerhaft dazu.“
Am 31. Januar 1967 starb Dibelius in Berlin. Er wurde als eine der bedeutendsten Persönlichkeiten der evangelischen Kirche im 20. Jahrhundert gewürdigt. Er wurde auf dem Parkfriedhof Lichterfelde, Thuner Platz, beigesetzt. Sein Grab ist ein Ehrengrab der Stadt Berlin.
Sein Bruder ist der Anglist Wilhelm Dibelius (1876–1931).

## Schriften
- Das Königliche Predigerseminar zu Wittenberg von 1817–1917. Berlin 1917.
- Das Jahrhundert der Kirche. Berlin 1926.
- Friede auf Erden? Berlin 1930.
- Heimkehr zum Wort. Ein Andachtsbuch aus der Bekennenden Kirche. Göttingen 1935.
- Die Staatskirche ist da! (Mit Martin Niemöller), Wuppertal-Barmen 1936.
- Wir rufen Deutschland zu Gott. (Mit Martin Niemöller), Berlin 1937.
- Grenzen des Staates. Furche-Verlag Dr. Katzmann, Tübingen 1949.
- Vom Erbe der Väter. Kreuz Verlag, Stuttgart 1950.
- Obrigkeit? 1959.
- Reden an eine gespaltene Stadt. Berlin 1961.
- Ein Christ ist immer im Dienst. Stuttgart 1961.
- Christus und die Christen. Eine Antwort auf einen Vortrag von Rudolf Augstein. Berlin 1965.
- Reden – Briefe. 1933–1967. Erlenbach-Zürich und Stuttgart 1970.
- So habe ich’s erlebt. Selbstzeugnisse. Berlin 1980.

## Auszeichnungen
- 1925 Ehrendoktor der Theologischen Fakultät Gießen (Dr. theol. h.c.) anlässlich der Reichstagung des Gustav-Adolf-Werkes 1925 in Gießen
- 1953 wurde er mit dem Großkreuz des Verdienstordens der Bundesrepublik Deutschland geehrt.
- 1958 wurde ihm die Berliner Ehrenbürgerschaft verliehen.